# 小行星1402
小行星1402（1402 Eri）是一颗绕太阳运转的小行星，为主小行星带小行星。该小行星于1936年7月16日发现。
該小行星以德國天文學家艾麗卡·沙茨施奈德-科爾尼格（Erika Schattschneider-Kollnig）命名。

## 轨道参数
小行星1402的轨道半长轴为2.6842639 UA，离心率为0.153。